# Коллегия экономии
Коллегия экономии синодального правления (1726—1786) — правительственное учреждение в Российской империи для управления земельными владениями духовных лиц и учреждений и сбора с них казённых доходов, создана в ходе проводимой реформы секуляризации церковных земель.
В 1723 году была окончательно уничтожена система «Приказов» в Российской Империи, на смену им пришли «Коллегии». В 1723 году по высочайшему указу Петра I Сенату была учреждена Камер-контора Синодального Правления. Уже 18 июля 1726 году по указу Екатерины I Синодальное правление разделяется на два департамента. Дела Камер-конторы были переданы во второй (светский) аппартамент (департамент), где она получила название Коллегия экономии. Деятельность коллегии сводилась к исчислению и взысканию недоимок с церковных имений.
Коллегия экономии ограничила значение Синода, но с воцарением Анны Иоанновны последнему удалось вновь подчинить Коллегию себе. В 1736 году коллегия экономии вместе с Раскольнической конторой переданы в заведование главного директора генерал-лейтенанта Михаила Волкова.
В 1738 году Коллегия переходит в ведение сената. В 1739 году Коллегия по предложению графа Мусина-Пушкина переводится из Санкт-Петербурга в Москву, с сохранением в Санкт-Петербурге отделения, переименованного в 1740 году в контору.
В 1744 году Коллегия экономии и её контора были закрыты и вместо них заведование доходами с архиерейских и монастырских имуществ предоставлено канцелярии синодального экономического правления.
В марте 1762 года канцелярия синодального экономического правления была упразднена, а Коллегия экономии кратковременно возобновлена вместе с конторой с наказом:
1. Деревни, принадлежащие монастырям, должны управляться не служителем монастыря, а отставным офицером.
2. Деревни следует переложить на помещичий доход[уточнить].
3. Собираемые доходы использовать на монастыри, но только в соответствии со штатом, излишки держать на банковских счетах для устройства инвалидных домов.

В том же году Коллегия была уничтожена, и имения поступили обратно духовным властям до рассмотрения «правильного устройства духовных штатов» специально назначенной Комиссией, в которую вошли митрополит Новгородский Димитрий (Сеченов), архиепископ Санкт-Петербургский Гавриил (Кременецкий), епископ Переяславский Сильвестр (Страгородский), граф Воронцов, князь Борис Куракин, князь Сергей Гагарин, обер-прокурор Синода Александр Козловский и Григорий Теплов. По предложению комиссии, Коллегия экономии была вновь учреждена в 1763 году, президентом был назначен князь Борис Куракин, вице-президентом Матвей Дмитриевич Мамонов.
Коллегии в 1764 году была придана счётная экспедиция, ранее состоявшая при комиссии, учрежденной Екатериной II в 1762 году для выработки монастырских штатов. При восстановлении Коллегии для управления церковными имуществами и сбора податей было назначено сначала 60 человек казначеев. Ввиду того, что «постановленные казначеи во многом по своей должности не успевали» и потому «многие крестьяне из отдалённых мест приходили прямо в Коллегию с просьбами о удовольствии их землёй и о защищении от обид и притеснений», образовано было в 1767 году особое присутствие из двух членов, на которое, кроме дел таких челобитчиков, возложены были и дела следственные о «казначейских неисправностях». В 1770 году число казначеев увеличено до 93, и учреждены четыре экономических правления в Ярославле, Казани, Вологде и Ельце. Правлениям поручалось распределять и собирать все окладные и неокладные доходы с крестьянских земель духовного ведомства, устраивать запасы хлеба на случай неурожаев, надзирать за крестьянами и разбирать между ними споры.
В этом виде Коллегия просуществовала до 1786 года, когда заведование церковными имуществами, отошедшими в казну, поступило в ведомство казённых палат. В изменчивых судьбах Коллегии экономии выразились колебания правительства по вопросу о секуляризации церковных имуществ. Архив Коллегии был передан в Московский архив Министерства юстиции.